# Hometown Jamboree
Le Hometown Jamboree est une émission de radio et de télévision américaine de musique country diffusée simultanément depuis décembre 1949 chaque samedi soir par les chaines KXLA (en) à Pasadena en Californie et KCOP-TV (en) et KTLA à Los Angeles.
Elle a pris fin en 1959.

## Historique
En 1949, Cliffie Stone décide de crée et d'animer le sepctacle qui se tient pour la première fois à l'American Legion Stadium de El Monte puis à l'Harmony Park Ballroom de Anaheim où il est sponsorisé par le magasin Hub Furniture. 
L'émission est connue pour être le tremplin de nombreux musiciens de premier plan de la musique country, tels Tennessee Ernie Ford, Billy Strange (en) ou Speedy West. 

## Participants
- Charlie Aldrich (en)
- Molly Bee (en)
- Jeanne Black (en)
- Jimmy Bryant
- Eddie Cochran
- Tennessee Ernie Ford
- Dallas Frazier (en)
- Johnny Horton
- Ferlin Husky
- Skeets McDonald
- Merrill Moore
- Joan O'Brien
- Gene O'Quin (en)
- Tommy Sands
- Carl Saunders (en)
- Cliffie Stone
- Billy Strange (en)
- Merle Travis
- Speedy West